# Колоквіум Волтера Ліппмана

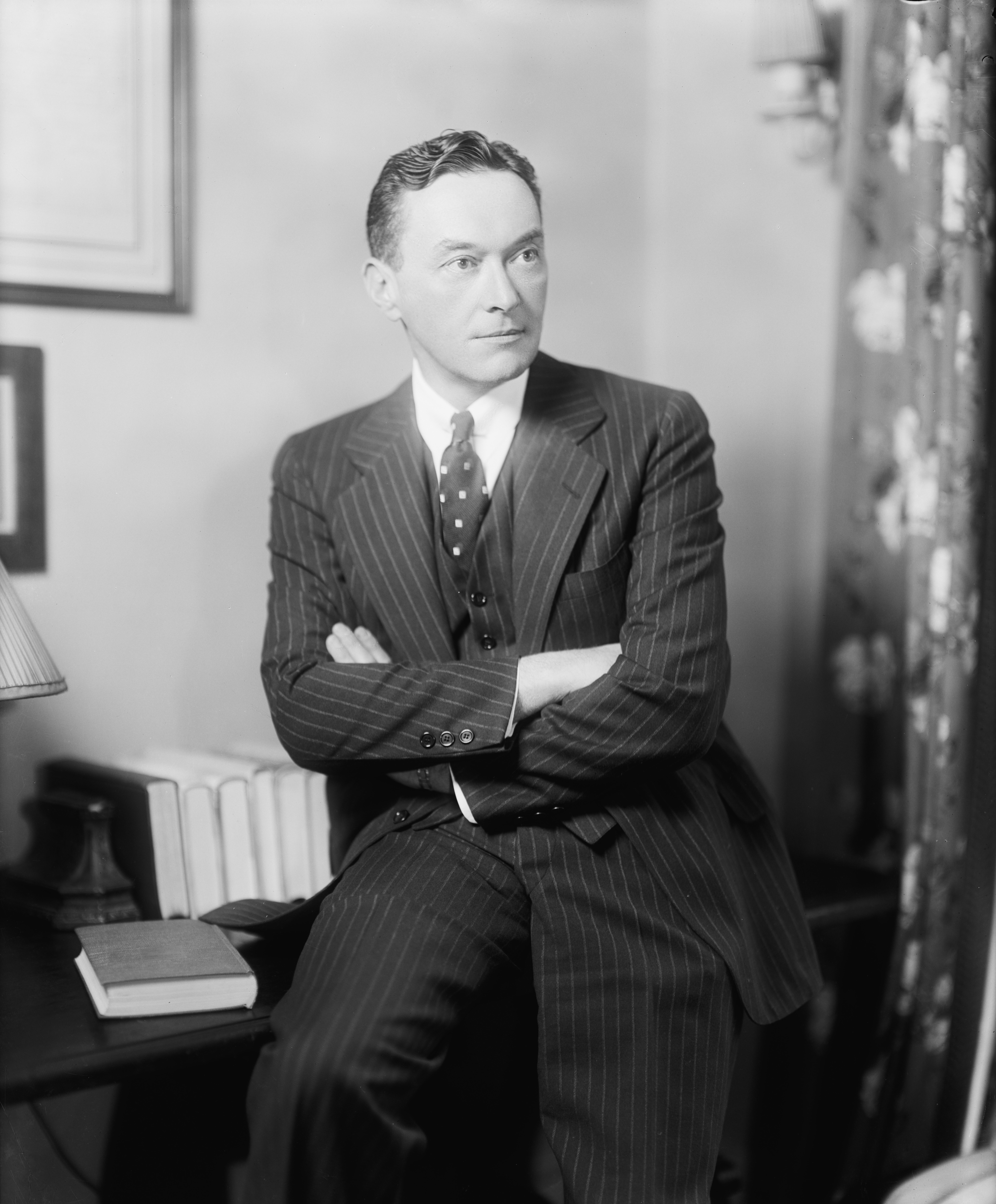
Вальтер Ліппман (1889–1974), на честь якого було названо колоквіум

Колоквіум Волтера Ліппмана (англ . Walter Lippmann Colloquium) — конференція інтелектуалів, організована в Парижі в серпні 1938 року французьким філософом Луї Руж'є .  Після того як інтерес до класичного лібералізму знизився в 1920-х і 1930-х роках, метою було побудувати новий лібералізм як відмову від колективізму, соціалізму та лібералізму laissez-faire .  На зустрічі німецький соціолог і економіст Олександр Рюстов ввів термін неолібералізм, маючи на увазі відмову від старого лібералізму laissez-faire.

## Походження назви
Колоквіум був названий на честь американського журналіста Волтера Ліппмана. Книга Ліппмана 1937 року «Дослідження принципів доброго суспільства» була перекладена французькою мовою як «La Cité libre» (дослівно «Вільне місто») і детально розглядалася на зустрічі.

## Важливість
У ньому взяли участь двадцять шість інтелектуалів, серед яких були деякі з найвидатніших ліберальних мислителів. Учасники вирішили заснувати організацію для просування лібералізму, яка отримала назву Міжнародний комітет з вивчення оновлення лібералізму (CIERL). Хоча CIERL не мав значних наслідків через війну, він надихнув австрійсько-британського економіста і філософа Фрідріха Гайєка на створення після війни Товариства Мон Пелерен у Швейцарії.
Лекції Мішеля Фуко в Колеж де Франс у 1978–1979 роках, опубліковані чверть століття потому під назвою «Народження біополітики», привернули увагу до важливості Колоквіуму Вальтера Ліппмана. 

## Ідеологічний розкол
Учасники розділилися на два основні табори: один, представлений Людвігом фон Мізесом, Жаком Рюефом та Етьєном Манту, який виступав за суворе дотримання манчестерського лібералізму та laissez-faire; інший табір, представлений Александром Рюстовим, Раймондом Ароном, Вільгельмом Рьопке, Огюстом Детуфом, Робертом Маржоленом, Фрідріхом Гаєком, Луїсом Марліо та Вольтером Ліппманом, обрав різновид соціального лібералізму, який є прихильнішим до втручання держави та державного регулювання.

## Учасники
Серед учасників колоквіуму були:
- Раймон Арон, французький філософ, соціолог, журналіст і політолог
- Роже Обуен, французький економіст і державний діяч
- Фрідріх Хайєк, австрійський і британський економіст і філософ
- Волтер Ліппманн, американський письменник, репортер і політичний оглядач
- Огюст Детеф, французький економіст
- Етьєн Манту, французький економіст
- Робер Маржолен, французький економіст і політик
- Луї Марліо, французький економіст
- Ернест Мерсьє, французький промисловець
- Людвіг фон Мізес, австро-угорський економіст
- Майкл Поланьї, угорсько-британський ерудит
- Стефан Томас Поссоні, австро-угорський економіст і військовий стратег
- Вільгельм Репке, німецький економіст
- Луї Руж'є, французький філософ
- Жак Рюфф, французький економіст
- Александр Рюстов, німецький соціолог і економіст

Вальтер Юкен був запрошений на колоквіум, але нацистський режим не дав йому дозволу на виїзд з Німеччини.